# Besançon (rivière)
Pour les articles homonymes, voir Besançon (homonymie).
Le Besançon est un ruisseau qui coule dans les trois département de l'Ain, du Jura et de Saône-et-Loire et dans les deux régions Bourgogne-Franche-Comté et Auvergne-Rhône-Alpes. C'est un affluent droit du Solnan, et un sous-affluent respectivement de la Seille, de la Saône et du Rhône.

## Géographie
D'une longueur de 14,4 kilomètres, le Besançon prend sa source sur la commune de Montagna-le-Reconduit à 356 mètres d'altitude, sous le Belvédère du Bois de la Roche.
Il coule globalement de l'est vers l'ouest.
Il conflue avec le Solnan sur la commune de Condal, à 192 mètres d'altitude, près du lieu-dit le Moulin Neuf.

### Départements, communes et cantons traversés
Le Besançon traverse les trois département de l'Ain, du Jura et de Saône-et-Loire, traverse cinq communes (ou six communes selon l'Annuaire des Mairies et Villes de France) : Montagna-le-Reconduit, Balanod, Saint-Amour, Domsure et Condal.
Le Besançon coule sur trois cantons : il prend sa source dans le canton de Saint-Amour, traverse le canton de Coligny, et conflue dans le canton de Cuiseaux, le tout dans les arrondissements de Lons-le-Saunier, de Bourg-en-Bresse et de Louhans.

### Bassin versant
La superficie du bassin versant « Le Solnan de sa source au Seuvron » (U343) est de 178 km2.

### Organisme gestionnaire
Un contrat de rivière du bassin de la Seille porté par le Syndicat mixte Saône et Doubs a été mis en œuvre depuis 2002 avec l'aide financière des conseils régionaux et généraux, de l’Agence de l’eau et de l’État. Ce syndicat est désormais intégré dans l'EPTB Saône-Doubs. Il se préoccupe de la qualité de l'eau mais aussi des inondations de lieux habités lors des crues qui concernent plus de trente communes, les trois secteurs les plus touchés étant l’agglomération louhannaise, Bletterans et Voiteur.

## Affluents
Le Besançon a deux affluents référencés :
- le Bief de Ruilla (rg[note 3]), 3,2 km, sur les trois communes de Saint-Amour, Domsure, Nanc-les-Saint-Amour.
- le ruisseau du Bief d'Argent (rd), 1,7 km, sur les deux communes de Balanod et Condal.

### Rang de Strahler
Donc le rang de Strahler du Besançon est de deux.

## Hydrologie
Le régime hydrologique du Besançon est dit pluvial.

### Le Besançon à Montagna-le-Reconduit
La station hydrologique Le Besançon à Montagna-le-Reconduit, sur la commune source, n'a été ouverte que deux années 1987 et 1988, donc ne permet pas d'avoir de statistiques.

## Aménagements et écologie
En parcourant les Gorges du Besançon, on trouve une ancienne filature, une marbrerie et des fromageries, des ruines de moulins et des lieux-dits Moulin (plusieurs), Moulin Ripaille, la Foule Moulin, l'ancien quartier de la Forge, des cascades et un plan d'eau sur le Bief d'Argent.